# 10557 Rowland
10557 Rowland è un asteroide della fascia principale. Scoperto nel 1993, presenta un'orbita caratterizzata da un semiasse maggiore pari a 2,3462177 UA e da un'eccentricità di 0,0611464, inclinata di 2,59364° rispetto all'eclittica.